# Río Conchos
Cet article concerne la rivière. Pour le western de 1964, voir Rio Conchos (film, 1964).
Le Rio Conchos est le principal affluent mexicain du Río Grande (frontière entre le Mexique et les États-Unis). Il coule entièrement dans l'État de Chihuahua.

## Géographie
Long de 910 km, le Rio Conchos a un bassin hydrographique de 62 881 km2 et ses eaux sont largement utilisées pour l'irrigation.

### Le cours du Rio Conchos
Il naît dans la Sierra Madre occidentale à une altitude de 2 825 m, dans la municipalité de Bocoyna.
Dans la partie supérieure de son cours, cette rivière est bien alimentée en eau grâce aux précipitations abondantes que reçoit cette sierra sous forme de neige en automne et en hiver. 
En aval, la rivière pénètre dans le désert de Chihuahua (qui s'étend sur le Mexique et les États-Unis), région aride qui ne reçoit pas plus de 250 mm de précipitations par an. 
Le confluent du Rio Conchos et du Rio Grande se trouve à Ojinaga à une altitude de 782 m. 

### Affluents
Ses principaux affluents sont 
- en rive gauche : les rios Pedro et Chuviscar (qui arrose la ville de Chihuahua) ;
- en rive droite : les rios Balleza, Parral et Florida.

### Barrages
Le principal est le barrage de La Boquilla (municipalité de San Francisco de Conchos), avec un lac de retenue (lac Toronto) de 2900 km3.